# الكتلة الديمقراطية السنغالية
الكتلة الديمقراطية السنغالية (بالفرنسية : Bloc Démocratique Sénégalais) هي حزب سياسي في السنغال، تأسس في 27 أكتوبر 1948 من قبل ليوبولد سيدار سنغور، بعد انشقاق عن القسم الفرنسي من الأممية العمالية (SFIO).
في الانتخابات التشريعية لعام 1951، حصلت الكتلة على 213,182 صوتًا (67٪ من الأصوات المُدلى بها في السنغال). تم انتخاب عضوين من أعضاء الكتلة، وهما سنغور وعباس جوي (زعيم محلي للكنفدرالية العامة للشغل). شابت الحملة الانتخابية أعمال عنف بين الكتلة الديمقراطية والأممية العمالية.
اعتمدت الكتلة بشكل كبير على السلطات الدينية والقبلية لنشر نفوذها. ضمّن الجمع بين القدرة على جمع العديد من المجموعات العرقية المختلفة وجاذبية سينغور الشخصية هيمنة الكتلة على سياسات ما قبل الاستقلال السنغالية.
في عام 1956 فازت الكتلة في الانتخابات البلدية في كاولاك، تييس، وغا، ديوربيل وزيغينشور. خسرت حركة الكتلة في داكار.
في 18 أغسطس 1956، عقدت الكتلة الديمقراطية اجتماعها العام الأخير. مهد هذا الاجتماع الطريق لدمج الكتلة مع الاتحاد الديمقراطي السنغالي، وحركة كازامانس للحكم الذاتي وجزء صغير من الحركة الشعبية السنغالية بقيادة عبد الله ثياو. كانت نتيجة الاندماج إنشاء الكتلة الشعبية السنغالية.